# DHB-Pokal der Frauen 2008/09
Der DHB-Pokal der Frauen 2008/09 war die 35. Austragung des wichtigsten deutschen Hallenhandball-Pokalwettbewerbs für Frauen. DHB-Pokalsieger 2009 wurde der VfL Oldenburg, der im Finale den 1. FC Nürnberg mit 28:23 bezwang. Titelverteidiger war der HC Leipzig.

## Hauptrunden

### 1. Runde
Die 40 Spiele der 1. Hauptrunde, die überwiegend am Wochenende 6./7. September 2008 ausgetragen wurden, ergaben – soweit bekannt – folgende Ergebnisse:
| Datum             | Uhrzeit   | Heimmannschaft              |   | Gastmannschaft                  | Ergebnis      |
| ----------------- | --------- | --------------------------- | - | ------------------------------- | ------------- |
| 5. September 2008 | 20:15 Uhr | SVTO Neumünster             | – | TSV Owschlag                    | 21:32 (11:16) |
| 6. September 2008 | 17:00 Uhr | TuS Jahn Hollenstedt        | – | TSV Travemünde                  | 18:22 (4:9)   |
| 6. September 2008 | 17:00 Uhr | TV Verl                     | – | SV Werder Bremen                | 16:30 (8:12)  |
| 6. September 2008 | 17:00 Uhr | HSV Falkensee 04            | – | Thüringer HC II                 | 11:31 (7:18)  |
| 6. September 2008 | 17:30 Uhr | HSG Bensheim/Auerbach       | – | VfL Waiblingen                  | 43:18 (21:8)  |
| 6. September 2008 | 18:00 Uhr | HSG Union 92 Halle          | – | TSG Wismar                      | 30:32 (12:11) |
| 6. September 2008 | 18:00 Uhr | SC Greven 09                | – | TuS Weibern                     | 35:31 (18:12) |
| 6. September 2008 | 18:00 Uhr | 1. FSV Mainz 05             | – | SG Haslach-Herrenberg-Kuppingen | 32:31 (11:15) |
| 6. September 2008 | 19:00 Uhr | MTV 1860 Altlandsberg       | – | SVG Celle                       | 29:30 (17:15) |
| 6. September 2008 | 19:00 Uhr | SG Leutershausen            | – | VfL Sindelfingen                | 15:34 (6:9)   |
| 6. September 2008 | 19:30 Uhr | HaSpo Bayreuth              | – | HSV Haldensleben                | 19:35 (10:17) |
| 6. September 2008 | 19:30 Uhr | TuS Metzingen               | – | TV Nellingen                    | 30:22 (14:13) |
| 7. September 2008 | 15:00 Uhr | ESV 1927 Regensburg         | – | TV Grenzach                     | 28:31 (15:16) |
| 7. September 2008 | 15:30 Uhr | TG Hilgen                   | – | TV Beyeröhde                    | 21:34 (10:21) |
| 7. September 2008 | 16:00 Uhr | TV Strombach                | – | TV Mainzlar                     | 14:28 (11:16) |
| 7. September 2008 | 16:00 Uhr | TuS Bannberscheid           | – | Mettmann-Sport                  | 29:27 (16:10) |
| 7. September 2008 | 16:00 Uhr | HSC 2000 Magdeburg          | – | SC Markranstädt                 | 20:26 (10:11) |
| 7. September 2008 | 16:00 Uhr | HC Sachsen Neustadt-Sebnitz | – | SV Union Halle-Neustadt         | 19:39 (11:17) |
| 7. September 2008 | 16:45 Uhr | VfL Stade                   | – | SG Handball Rosengarten         | 22:30 (8:15)  |
| 7. September 2008 | 17:00 Uhr | SC DJK Everswinkel          | – | TB Wülfrath                     | 23:26 (12:14) |
| 7. September 2008 | 18:00 Uhr | SG Wilhelmsburg             | – | HSG Holstein Kiel / Kronshagen  | 11:26 (8:11)  |
| 7. September 2008 | 18:00 Uhr | TV Siedelsbrunn             | – | TSG Ketsch                      | 17:41 (8:20)  |

Die Sieger dieser Partien sowie der Königsbronner SV, BSV Sachsen Zwickau, HSG Gedern/Nidda, PSV Recklinghausen, MTV Herzhorn, TSV Nord Harrislee, VfL Oldenburg II, DJK Marpingen, SV Wacker Osterwald, HC Salzland 06, SV Reichensachsen, BVG Berlin, TSG Ober-Eschbach, TV Dudenhofen, SV Allensbach, TV Oyten, TuS Lintfort und TuS Neunkirchen qualifizierten sich für die 2. Hauptrunde.

### 2. Runde
Die Auslosung der 2. Hauptrunde fand am 10. September 2008 in Hildesheim statt, wobei die einzelnen Partien aus vier regional aufgeteilten Losgruppen unter der Aufsicht von Spielleiterin Erika Petersen gezogen wurden. Die Spiele der 2. Hauptrunde, die überwiegend am Wochenende 4./5. Oktober 2008 ausgetragen wurden, ergaben – soweit bekannt – folgende Ergebnisse:
| Datum              | Uhrzeit   | Heimmannschaft                 |   | Gastmannschaft          | Ergebnis      |
| ------------------ | --------- | ------------------------------ | - | ----------------------- | ------------- |
| Losgruppe Nord:    |           |                                |   |                         |               |
| 4. Oktober 2008    | 18:30 Uhr | SV Werder Bremen               | – | TSV Travemünde          | 27:32 (13:15) |
| 4. Oktober 2008    | 19:00 Uhr | MTV Herzhorn                   | – | TSV Nord Harrislee      | 19:37 (8:25)  |
| 4. Oktober 2008    | 20:00 Uhr | HSG Holstein Kiel / Kronshagen | – | VfL Oldenburg II        | 25:34 (11:17) |
| 5. Oktober 2008    | 16:30 Uhr | TSG Wismar                     | – | TV Oyten                | 24:21 (12:12) |
| 5. Oktober 2008    | 17:00 Uhr | TSV Owschlag                   | – | SG Handball Rosengarten | 32:35 (14:21) |
| Losgruppe West:    |           |                                |   |                         |               |
| 21. September 2008 | 15:00 Uhr | TuS Bannberscheid              | – | Königsbronner SV        | 38:21 (18:14) |
| 4. Oktober 2008    | 17:45 Uhr | TB Wülfrath                    | – | TV Mainzlar             | 25:38 (12:16) |
| 4. Oktober 2008    | 18:00 Uhr | HSG Gedern/Nidda               | – | PSV Recklinghausen      | 24:28 (10:12) |
| 5. Oktober 2008    | 16:00 Uhr | SC Greven 09                   | – | TSG Ober-Eschbach       | 35:25 (16:15) |
|                    |           | TuS Lintfort                   | – | TV Beyeröhde            | ?             |
| Losgruppe Ost:     |           |                                |   |                         |               |
| 4. Oktober 2008    | 14:30 Uhr | Thüringer HC II                | – | BSV Sachsen Zwickau     | 25:38 (12:16) |
| 4. Oktober 2008    | 19:00 Uhr | HSV Haldensleben               | – | SC Markranstädt         | 25:42 (13:23) |
| 5. Oktober 2008    | 15:00 Uhr | SV Wacker Osterwald            | – | SV Union Halle-Neustadt | 26:35 (14:15) |
| 5. Oktober 2008    | 15:00 Uhr | HC Salzland 06                 | – | SVG Celle               | 22:43 (13:21) |
| 5. Oktober 2008    | 15:00 Uhr | SV Reichensachsen              | – | BVG Berlin              | 17:36 (8:14)  |
| Losgruppe Süd:     |           |                                |   |                         |               |
| 4. Oktober 2008    | 19:30 Uhr | TV Grenzach                    | – | HSG Bensheim/Auerbach   | 29:35 (12:21) |
| 4. Oktober 2008    | 20:00 Uhr | DJK Marpingen                  | – | TuS Metzingen           | 18:33 (10:17) |
| 5. Oktober 2008    | 16:00 Uhr | TV Dudenhofen                  | – | SV Allensbach           | 26:37 (16:18) |
| 5. Oktober 2008    | 16:00 Uhr | VfL Sindelfingen               | – | TSG Ketsch              | 26:23 (12:12) |
|                    |           | 1. FSV Mainz 05                | – | TuS Neunkirchen         | ?             |

Die Sieger der einzelnen Partien qualifizierten sich für die 3. Hauptrunde.

### 3. Runde
Zur 3. Runde stießen zu den Siegern der 2. Hauptrunde die 10 nicht abgestiegenen Bundesligisten der Saison 2007/08 sowie die beiden Zweitligameister BV Borussia Dortmund (Staffel Nord) und Frisch Auf Göppingen (Staffel Süd) hinzu. Die Spiele der 3. Hauptrunde, die zwischen dem 22. Oktober und 5. November 2008 ausgetragen wurden, ergaben folgende Ergebnisse:
| Datum            | Uhrzeit   | Heimmannschaft          |   | Gastmannschaft        | Ergebnis      |
| ---------------- | --------- | ----------------------- | - | --------------------- | ------------- |
| 22. Oktober 2008 | 19:30 Uhr | TSG Wismar              | – | VfL Oldenburg         | 29:39 (17:24) |
| 29. Oktober 2008 | 19:30 Uhr | TSV Nord Harrislee      | – | Frankfurter HC        | 21:35 (9:19)  |
| 29. Oktober 2008 | 19:30 Uhr | TV Mainzlar             | – | Thüringer HC          | 22:39 (12:22) |
| 29. Oktober 2008 | 20:00 Uhr | BVG Berlin              | – | HC Leipzig            | 22:44 (11:27) |
| 29. Oktober 2008 | 20:00 Uhr | SC Markranstädt         | – | 1. FC Nürnberg        | 29:38 (14:21) |
| 1. November 2008 | 18:00 Uhr | 1. FSV Mainz 05         | – | Rhein-Main Bienen     | 21:42 (7:17)  |
| 1. November 2008 | 19:00 Uhr | TV Beyeröhde            | – | Bayer 04 Leverkusen   | 18:28 (5:15)  |
| 1. November 2008 | 19:30 Uhr | SVG Celle               | – | TSV Travemünde        | 33:29 (19:14) |
| 1. November 2008 | 19:30 Uhr | SV Allensbach           | – | Frisch Auf Göppingen  | 28:36 (12:18) |
| 1. November 2008 | 19:30 Uhr | TuS Metzingen           | – | BSV Sachsen Zwickau   | 27:30 (17:15) |
| 2. November 2008 | 15:00 Uhr | VfL Sindelfingen        | – | HSG Bensheim/Auerbach | 28:26 (15:10) |
| 2. November 2008 | 15:00 Uhr | TuS Bannberscheid       | – | DJK/MJC Trier         | 15:47 (10:22) |
| 2. November 2008 | 16:00 Uhr | SV Union Halle-Neustadt | – | Buxtehuder SV         | 25:33 (9:16)  |
| 2. November 2008 | 16:00 Uhr | SG Handball Rosengarten | – | SC Greven 09          | 30:35 (9:18)  |
| 2. November 2008 | 18:30 Uhr | VfL Oldenburg II        | – | PSV Recklinghausen    | 26:34 (15:17) |
| 5. November 2008 | 19:30 Uhr | ProVital Blomberg-Lippe | – | BV Borussia Dortmund  | 34:26 (18:9)  |

Die Sieger der einzelnen Partien qualifizierten sich für das Achtelfinale.

### Achtelfinale
Die Achtelfinalspiele fanden am Wochenende 3./4. Januar 2009 statt; die Partie zwischen dem 1. FC Nürnberg und Bayer 04 Leverkusen wurde am 7. Januar ausgetragen:
| Datum          | Uhrzeit   | Heimmannschaft          |   | Gastmannschaft       | Ergebnis      |
| -------------- | --------- | ----------------------- | - | -------------------- | ------------- |
| 3. Januar 2009 | 17:00 Uhr | BSV Sachsen Zwickau     | – | Frisch Auf Göppingen | 31:42 (17:23) |
| 3. Januar 2009 | 19:30 Uhr | DJK/MJC Trier           | – | Frankfurter HC       | 23:22 (9:10)  |
| 3. Januar 2009 | 19:30 Uhr | VfL Sindelfingen        | – | Thüringer HC         | 25:28 (13:14) |
| 3. Januar 2009 | 19:30 Uhr | SVG Celle               | – | VfL Oldenburg        | 28:42 (12:22) |
| 3. Januar 2009 | 19:30 Uhr | Buxtehuder SV           | – | HC Leipzig           | 26:33 (7:14)  |
| 4. Januar 2009 | 16:00 Uhr | SC Greven 09            | – | PSV Recklinghausen   | 30:31 (14:13) |
| 4. Januar 2009 | 16:00 Uhr | ProVital Blomberg-Lippe | – | Rhein-Main Bienen    | 33:27 (17:11) |
| 7. Januar 2009 | 19:00 Uhr | 1. FC Nürnberg          | – | Bayer 04 Leverkusen  | 30:27 (15:12) |

Die Sieger der einzelnen Partien zogen in das Viertelfinale ein.

### Viertelfinale
Die Viertelfinalspiele fanden vom 25. bis 28. Februar 2009 statt:
| Datum            | Uhrzeit   | Heimmannschaft          |   | Gastmannschaft | Ergebnis                           |
| ---------------- | --------- | ----------------------- | - | -------------- | ---------------------------------- |
| 25. Februar 2009 | 19:30 Uhr | PSV Recklinghausen      | – | VfL Oldenburg  | 22:31 (11:17)                      |
| 25. Februar 2009 | 19:30 Uhr | Thüringer HC            | – | 1. FC Nürnberg | 35:38 n. 2V. (13:11, 23:23, 30:30) |
| 27. Februar 2009 | 20:00 Uhr | Frisch Auf Göppingen    | – | HC Leipzig     | 28:24 (13:16)                      |
| 28. Februar 2009 | 16:30 Uhr | ProVital Blomberg-Lippe | – | DJK/MJC Trier  | 33:31 (17:16)                      |

Die Sieger zogen in das Halbfinale ein.

## Final Four

### Halbfinale
Die Ligen der Teams entsprechen der Saison 2008/09.
Für das Halbfinale waren folgende Mannschaften qualifiziert:
| BUNDESLIGA                                                                        |
| - 1. FC Nürnberg - VfL Oldenburg - ProVital Blomberg-Lippe - Frisch Auf Göppingen |

Die Spiele des Halbfinales fanden am 4. April 2009 statt. Der Gewinner jeder Partie zog in das Finale des DHB-Pokals ein.
| Heimmannschaft       | Endergebnis       | Gastmannschaft          | Datum und Zeit          |
| -------------------- | ----------------- | ----------------------- | ----------------------- |
| 1. FC Nürnberg       | 29 : 28 (15 : 14) | ProVital Blomberg-Lippe | 04.04.09, Sa. 15:00 Uhr |
| Frisch Auf Göppingen | 21 : 26 (13 : 13) | VfL Oldenburg           | 04.04.09, Sa. 17:30 Uhr |

### Kleines Finale
Das kleine Finale fand am 5. April 2009 statt.
| Heimmannschaft          | Endergebnis       | Gastmannschaft       | Datum und Zeit          |
| ----------------------- | ----------------- | -------------------- | ----------------------- |
| ProVital Blomberg-Lippe | 27 : 25 (15 : 12) | Frisch Auf Göppingen | 05.04.09, So. 12:30 Uhr |

### Finale
Das Finale fand am 5. April 2009 statt. Der Gewinner der Partie ist Sieger des DHB-Pokals 2009.
| Heimmannschaft | Endergebnis       | Gastmannschaft | Datum und Zeit          |
| -------------- | ----------------- | -------------- | ----------------------- |
| 1. FC Nürnberg | 23 : 28 (14 : 15) | VfL Oldenburg  | 05.04.09, So. 15:00 Uhr |